# インフォーマーズ
『インフォーマーズ』（英：The Informers）は、1994年に出版されたブレット・イーストン・エリスの小説。
2008年にグレゴール・ジョーダン監督により『インフォーマーズ セックスと偽りの日々』として映画化された。

## 日本語訳
『インフォーマーズ』 小川高義訳 角川書店 1997年

## 評価
村上春樹は、「読んでいるときは「なんだよ、ページを繰っても繰っても同じことが延々と続くだけなんじゃないか」とぶつぶつ思わないでもないのだけれど（これは『アメリカン・サイコ』のときもそうだった）、読み終えたときに残るある種の茫漠とした虚無感と、湿り気の全くないヴァーチャル・リアルな哀しみは、間違いなくこの作家にしかかもしだせないせないものである。やはり才能のある作家だと僕は思う。とくにそのあたりのテクニックが自覚的なのか無自覚的なのか、その境目が読者にもわからないところがなんともいえずに怖いし、偉い。そういう傾向は20年代のスコット・フィッツジェラルドにちょっと似ていなくもない。「身を粉にして時代を描く作家」というのが、僕がエリスに与えたコピーだけれど、いかがでしょう？」と述べている。